# Argiolestes muller
Argiolestes muller – gatunek ważki z rodziny Megapodagrionidae.